# Salix caesia
Espèce
Classification APG III (2009)
Salix caesia, le Saule bleuâtre ou encore le Saule bleu, est une espèce de plantes à fleurs de la famille des Salicaceae. C'est un petit buisson qui se rencontre dans les Alpes.

## Synonymie
- Salix ischnoclada Gand., 1881
- Salix latiuscula Gand., 1881
- Salix caesia var. angustifolia Mutel, 1848
- Salix minutiflora Turcz., 1854
- Salix myricifolia Andersson, 1851
- Salix myrtilloides Willd., 1806
- Salix alpivaga Gand., 1881
- Salix prostrata Ehrh. ex Ser., 1815
- Salix subcaesia Brügger, 1886
- Salix wimmeri Hartig, 1852
- Salix dendrocharis Gand., 1881
- Salix divergens Andersson, 1868
- Salix frayi Gand., 1881[1].

## Description
Salix caesia est un sous-arbrisseau ne dépassant par un mètre, plus ou moins couché, à chatons de petite taille et contemporains des feuilles. Celles-ci sont entières, glabres blauâtres au-dessus et d'un vert glauque sur la face inférieure. Ce petit saule, rare, se rencontre dans les zones humides des Alpes, à une altitude allant de 1 700 à 2 300 m.
La hauteur de la plante va de 30 cm à 1 m. Les rameaux sont dressés ou couchés-ascendants. 
Ses feuilles, ovales à largement lancéolées, mesurent de 1,5 à 3 cm de longueur. Les chatons atteignent une longueur de 2,5 à 3 cm.
La floraison a lieu de juin à août.